# Techeteche Top ten
Techeteche Top ten è stato un programma televisivo italiano in onda dal 2 marzo 2024 in onda su Rai 1 con la conduzione di Bianca Guaccero.
La trasmissione è inizialmente in onda il sabato in seconda serata (ad eccezione di due puntate speciali nell'estate 2024), per poi trasferirsi nell'access prime time nell'estate 2025.

## Il programma
La trasmissione, nata come spin-off di Techetechete, è dedicata alle canzoni più celebri della musica italiana, collegate tra loro dall'argomento trattato, diverso in ogni puntata. Al termine della puntata viene messa in onda una top ten, sempre collegata all'argomento trattato e dedicata alla musica internazionale, diversa in ogni puntata.
La trasmissione è in onda in seconda serata su Rai 1 il sabato in seconda serata e vede la conduzione di Bianca Guaccero. 
Nell'estate 2025 la trasmissione approda nell'access prime time. Per la sola prima puntata (6 luglio) è in onda solo la domenica. Dal successivo 12 luglio il programma ha coperto la medesima fascia durante tutta la settimana, sostituendo Techetechete' ma, dato il consistente calo di ascolti durante la prima settimana di messa in onda, dal 21 luglio ha dovuto cedere il passo a Techetechete'.

## Sigle
Le sigle sono Gli anni degli 883 e, per la settima puntata, Musica leggerissima di Colapesce Dimartino. Dalla quarta edizione la sigla è Hung Up di Madonna.

## Puntate

### Primo ciclo (primavera 2024)
| N. | Messa in onda | Argomento          | Telespettatori | Share  | Fonte  |
| -- | ------------- | ------------------ | -------------- | ------ | ------ |
| 1  | 2 marzo 2024  | Luna               | 1 174 000      | 12,72% | [ 7 ]  |
| 2  | 9 marzo 2024  | Donne              | 1 069 000      | 12,20% | [ 8 ]  |
| 3  | 16 marzo 2024 | Sogni              | 792 000        | 10,75% | [ 9 ]  |
| 4  | 23 marzo 2024 | Scandalo e censura | 863 000        | 11,74% | [ 10 ] |
| 5  | 30 marzo 2024 | Moda               | 777 000        | 7,9%   | [ 11 ] |

### Secondo ciclo (estate 2024)
| N. | Messa in onda  | Argomento | Telespettatori | Share | Fonte  |
| -- | -------------- | --------- | -------------- | ----- | ------ |
| 6  | 20 luglio 2024 | Viaggio   | 466 000        | 9,5%  | [ 12 ] |
| 7  | 27 luglio 2024 | Sport     | 368 000        | 7,1%  | [ 13 ] |
| 8  | 10 agosto 2024 | Tempo     | 618 000        | 6,8%  | [ 14 ] |
| 9  | 17 agosto 2024 | Estate    | 1 046 000      | 12%   | [ 15 ] |
| 10 | 24 agosto 2024 | Cibo      | 628 000        | 7,9%  | [ 16 ] |

### Terzo ciclo (inverno 2025)
| N. | Messa in onda    | Argomento           | Telespettatori | Share | Fonte  |
| -- | ---------------- | ------------------- | -------------- | ----- | ------ |
| 11 | 18 gennaio 2025  | Città               | 506 000        | 12,6% | [ 17 ] |
| 12 | 25 gennaio 2025  | Sigle TV            | 529 000        | 13,7% | [ 18 ] |
| 13 | 1º febbraio 2025 | Top e flop musicali | 541 000        | 13,9% | [ 19 ] |
| 14 | 8 febbraio 2025  | Amicizia            | 565 000        | 14,4% | [ 20 ] |

### Quarto ciclo (estate 2025)
Da questa edizione la trasmissione va in onda in access prime time, inizialmente solo la domenica (per la prima puntata del 6 luglio) ma, visto il successo della puntata d'esordio, il programma viene promosso ad una messa in onda quotidiana a partire da sabato 12 luglio, sempre in access prime time al posto del classico TecheTecheTè al fine di contrastare la nuova rinnovata edizione de La ruota della fortuna su Canale 5.
Tuttavia, dato il consistente calo di ascolti durante la prima settimana di messa in onda, questa edizione, che nelle intenzioni originali doveva terminare il 1° agosto, si conclude il 20 luglio 2025. 
| N. | Messa in onda  | Argomento                      | Telespettatori | Share | Fonte  |
| -- | -------------- | ------------------------------ | -------------- | ----- | ------ |
| 15 | 6 luglio 2025  | Canzoni d'amore                | 2 951 000      | 20,5% | [ 22 ] |
| 16 | 12 luglio 2025 | Canzoni di Lucio Dalla         | 2 642 000      | 20,7% | [ 23 ] |
| 17 | 13 luglio 2025 | Canzoni di successo sul lato B | 2 746 000      | 16,4% | [ 24 ] |
| 18 | 14 luglio 2025 | Canzoni di Mina                | 2 876 000      | 17,3% | [ 25 ] |
| 19 | 15 luglio 2025 | I favolosi anni 90             | 3 023 000      | 19,1% | [ 26 ] |
| 20 | 17 luglio 2025 | Canzoni di Pino Daniele        | 2 011 000      | 13,4% | [ 27 ] |
| 21 | 18 luglio 2025 | Canzoni scatenate              | 2 283 000      | 15,8% | [ 28 ] |
| 22 | 19 luglio 2025 | Canzoni di Lucio Battisti      | 2 180 000      | 17,7% | [ 29 ] |
| 23 | 20 luglio 2025 | Canzoni dedicate ai genitori   | 2 183 000      | 15,8% | [ 30 ] |

## Puntate speciali
| Puntata | Data              | Messa in onda | Ascolti        | Ascolti | Fonti  |
| Puntata | Data              | Messa in onda | Telespettatori | Share   | Fonti  |
| ------- | ----------------- | ------------- | -------------- | ------- | ------ |
| 1       | 1º settembre 2024 | Pomeriggio    | 1 218 000      | 12,4%   | [ 31 ] |
| 2       | 8 settembre 2024  | Pomeriggio    | 1 271 000      | 12,1%   | [ 32 ] |

## Altri tecnici
- Progetto grafico: Virginia Arati
- Arredamento: Rossella Stumpo
- Parrucchiere: Roberta Iamundo
- Tecnico video: Giuseppe Venturi
- Tecnici audio: Roberto Casadei, Daniele Mantova
- Mixer video: Andrea Gentili, Emiliano Pucella
- Tecnici RVM: Emanuele Petraia, Alessio Paolucci
- Operatore di ripresa: Maurizio Zaccaria, Alessandro Celli, Andrea Montemurro
- Specializzati di ripresa: Adriano Pace, Alessandro Ciammella
- Direttore di produzione: Elio Nitti
- Ispettore di produzione: Fabrizio Simone
- Microfonista: Fernando Attorre
- Capo squadra operai: Massimiliano Baciocchi